# Cazenave-Serres-et-Allens
Cazenave-Serres-et-Allens – miejscowość i gmina we Francji, w regionie Oksytania, w departamencie Ariège.
Według danych na rok 2010 gminę zamieszkiwało 47 osób, a gęstość zaludnienia wynosiła 3 osób/km².